# Tato fakulta bude rudá!
Tato fakulta bude rudá! : katedra české literatury Filozofické fakulty Karlovy univerzity očima pamětníků a v dokumentech je sborník rozhovorů s osobnostmi katedry české literatury Filosofické fakulty University Karlovy v letech 1948–1989. Vydání knihy podpořila Nadace Český literární fond. Publikace vyšla v rámci výzkumného záměru Ministerstva školství, mládeže a tělovýchovy České republiky číslo MSM0021620824 (Základy moderního světa v zrcadle literatury a filozofie).
Rozhovory připravili: Marek Dobrý, Anna Holmanová Christou, Jiří Holý, Jan Hron, Katka Volná. Rozhovory jsou autorizovány. Publikaci recenzovali: Pavel Janáček a Jiří Trávníček.
Úvodní stať Katedra v proměnách času napsal Jiří Holý.

## Rozhovory
- Zdeněk Pešat
- Miloš Pohorský
- Květa Sgallová
- Miloš Hoznauer
- Zdeněk Karel Slabý
- Antonín Jelínek
- Jaroslava Janáčková
- Vladimíra Gebhartová
- Věra Menclová
- Vladimír Binar
- Bohuslav Hoffmann
- Jiří Hošna
- Eva Štědroňová
- Vladimír Heger
- Miloš Zelenka
- Milan Pokorný
- Petr A. Bílek
- Alexej Mikulášek

## Dokumenty
Úryvky z publikací:
- František Buriánek, Milan Jungmann, Jan Petrmichl, Vítězslav Rzounek: Nástin české literatury od počátku národního obrození až do současnosti, 1952
- Felix Vodička a kolektiv: Svět literatury, 1967
- František Buriánek: Česká literatura 20. století, 1968
- Vítězslav Rzounek: Nástin poválečné české literatury, 1945–1980
- Zdeňka Bastlová: Český román 70. a 80. let a jeho nadnárodní kontext, 1989

Dále jsou připojeny autobiografické a fikční texty, které byly inspirovány událostmi na katedře české literatury FF UK. Jsou to úryvky z děl:
- Milena Honzíková: Dopis zmizelému
- Vladimír Forst: Úlomky života
- Jan Trefulka: Pršelo jim štěstí
- Milan Kundera: Žert
- Hana Pražáková: Nadějí tu žijem
- Miroslav Ivanov: Nepravděpodobné příběhy
- Ivan Klíma: Moje šílené století
- Vladimír Binar: Emigrantský snář
- Květa Sgallová: Curriculum
- Vladimír Macura: Kamikadze
- Michal Viewegh: Růže pro Markétu

Publikace je doplněna kalendáriem 1948–1989, fotografiemi, rejstříkem a anglickým resumé.